# L'Installation du vizir
L'Installation du vizir est un ancien texte égyptien retrouvé dans les tombes de plusieurs vizirs du  Nouvel Empire (XVIIIe et XIXe dynasties),. Il décrit le bureau du vizir, sa nomination, ses fonctions, ses relations avec les autres fonctionnaires, et comment se comporter.
Cinq versions du texte étaient connues en mai 2016, toutes retrouvées dans des sépultures de vizirs du Nouvel Empire. Ces vizirs sont : Ouseramon (vizir sous Thoutmôsis III),, son neveu et successeur Rekhmirê (sous le même pharaon),, Amenemopet (sous Amenhotep II),, Hépou (sous Thoutmôsis IV), et Paser (sous Ramsès II). Les cinq versions ne présentent que peu de différences ; cela laisse penser que l'Installation du vizir était une sorte de manuel ou de code officiel des obligations du vizir. La construction du texte, peu organisée, indique également qu'il s'agirait d'une compilation tardive de règles déjà préalablement établies.
Les principales fonctions du vizir, conformément à la réglementation, sont dans les domaines de la trésorerie, de la guerre, de l'agriculture, de l'intérieur et surtout de la justice :
« Ainsi lui dit sa Majesté : Porte bien attention à la fonction de vizir et sois vigilant au sujet de tout ce qui est fait par elle. C'est le pilier du pays tout entier ! (...) Par conséquent, tu devras voir par toi-même à ce que toute chose soit faite selon la lettre de la loi, à ce que toute chose soit faite en respectant l'exactitude, donnant à un homme son bon droit. (...) Inspire la crainte de sorte que l'on te craigne (...) La considération d'un haut fonctionnaire vient de ce qu'il pratique l'équité (...) tu parviens à remplir la fonction si tu exerces l'équité. On souhaite l'exercice de l'équité dans la décision du vizir. Quant au vizir, il en est le véritable garant de tous les temps de la justice de dieu. (...) Et quant au bureau dans lequel tu juges, il s'y trouve une salle comprenant les secrets de tous les jugements. Quant à celui qui pratiquera l'équité devant tous les hommes, c'est un vrai vizir ! »
— Installation du vizir — Extraits